# Cercospora sechii
Cercospora sechii är en svampart som beskrevs av J.A. Stev. 1919. Cercospora sechii ingår i släktet Cercospora och familjen Mycosphaerellaceae.   Inga underarter finns listade i Catalogue of Life.